# Stazione Savёlovskij
La stazione Savёlovskij (in russo Савёловский?), è una delle 9 principali stazioni ferroviarie di Mosca. Fu costruita nel 1902.

## Storia
La stazione venne inaugurata nel 1902.